# Michael Gazzaniga
Michael Saunders Gazzaniga (* 12. prosince 1939, Los Angeles) je americký kognitivní neurovědec a psycholog. Zabývá se výzkumem neurálního základu mysli. Působí jako profesor psychologie na Kalifornské univerzitě v Santa Barbaře v Kalifornii, kde řídí Centrum pro studium mysli.

## Život a dílo
V roce 1964 získal doktorát (Ph.D.) z psychobiologie na Kalifornském technologickém institutu, kde pracoval pod vedením Rogera W. Sperryho a podílel se na zahájení nového výzkumu lidského mozku, syndromu oddělených hemisfér („split-brain“). Jeho pozdější práce přinesla pokrok v našem porozumění lateralizaci mozkových funkcí a způsobu vzájemné komunikace obou mozkových hemisfér. Založil Centrum pro kognitivní neurovědu na Kalifornské univerzitě v Davisu a na Dartmouth College, Institut kognitivní neurovědy a časopis Journal of Cognitive Neuroscience. Je členem Americké akademie umění a věd, Lékařského institutu a Národní akademie věd Spojených států amerických.
Napsal řadu populárně-vědeckých knih, jako například Záležitosti mysli (Mind Matters, 1988), Přírodní mysl (Nature's Mind, 1992), Etický mozek (The Ethical Brain, 2005) a Člověk (Human, 2009); česky vyšla v roce 2013 kniha Kdo to tady řídí? aneb Svobodná vůle a neurověda (Who's in Charge?, 2011). V roce 2015 vydal autobiografickou knihu Příběhy z obou stran mozku: Život v neurovědě (Tales from Both Sides of the Brain: A Life in Neuroscience).